# Famille Papeians de Morchoven
Pour les articles homonymes, voir Papeians de Morchoven (homonymie).
La famille Papeians de Morchoven dit van der Strepen olim Papejans  est une famille contemporaine de la noblesse belge, originaire de Gand dans le comté de Flandre. Anoblie en 1717 avec le titre de chevalier et permission de s’appeler Papeians de Morchoven dit van der Strepen, elle obtient reconnaissance de noblesse en Belgique en 1876 et concession du titre de chevalier en 1921 et de baron en 1930 et 1955. 
La filiation suivie de la famille Papeians remonte à Jean Papejans, marié à Élisabeth Soetebroeck, père de Philippe Papeians, marié en 1608 à Gand à Jeanne van de Putte et mort en 1652.

## Histoire

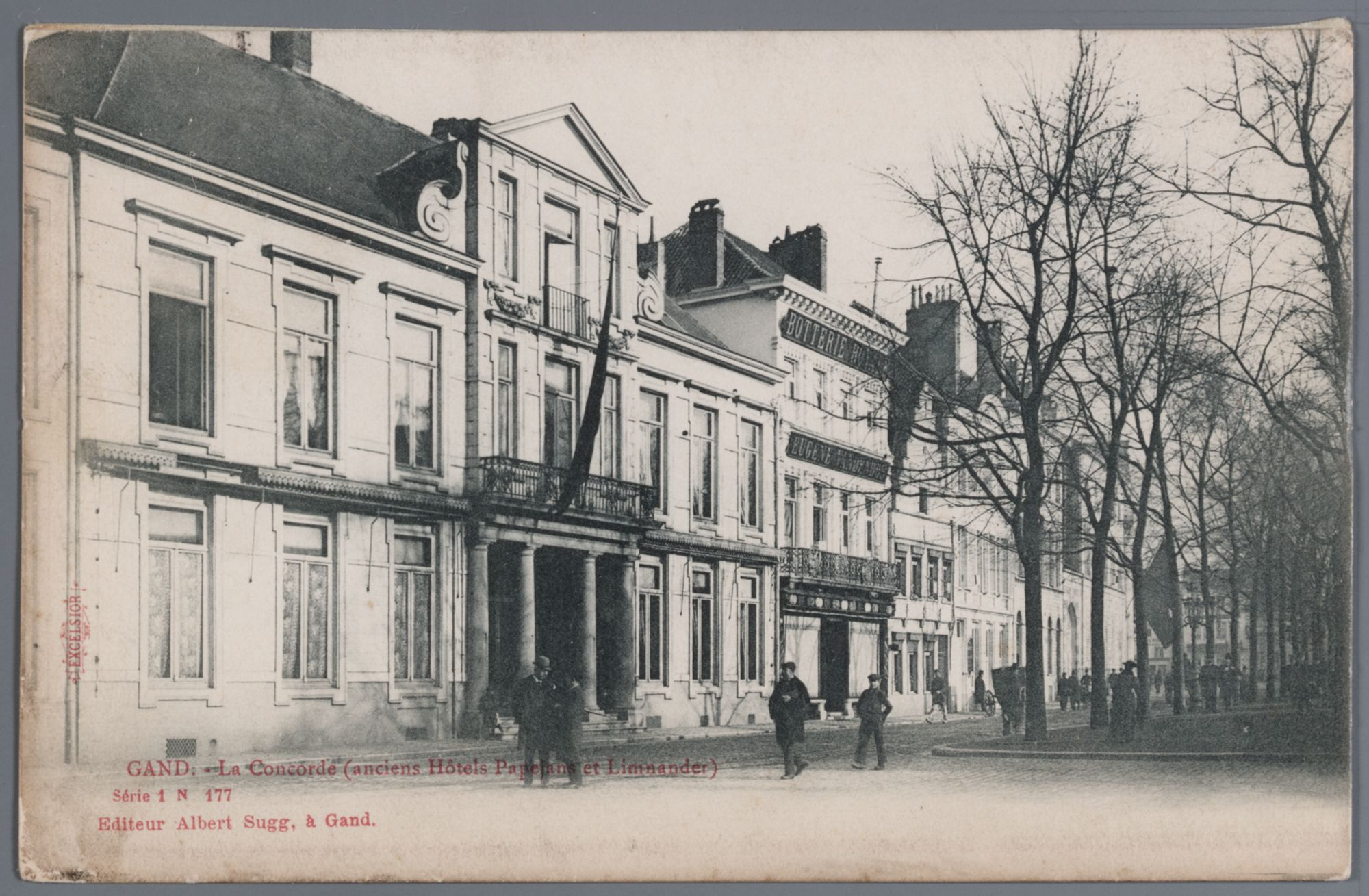
Hôtel Papeians.

### Origine
La famille Papeians de Morchoven dit van der Strepen a une filiation suivie qui remonte à Jean Papeians, marié à Élisabeth Soetebroeck, dont le fils Philippe Papeians, mort en 1652 épousa à Gand en 1608 Jeanne van de Putte.
Par diplôme du 25 juin 1717 de l'empereur Charles VI souverain des Pays-Bas autrichiens, Jean-Baptiste Papeians, auditeur de la chambre des comptes de Bruxelles est autorisé lui et sa descendance à s'appeler Papeians de Morchoven dit van der Strepen en considération que son aïeule Marie Blanquaert était la petite fille d'Anne van der Strepen, fille de Jean de Morchoven dit van der Strepen, secrétaire de l'empereur Charles  Quint. Ses deux frères Emmanuel-Joseph et Jacques François reçurent la même autorisation.

## Généalogie
Généalogie connue à ce jour de la famille Papeians, en ligne de primogéniture masculine (les généalogies plus anciennes des familles de Morchoven dit van der Strepen et Glavimans dont elle est issue en ligne féminine ne sont pas représentées ici).
- Jean Papeians ∞ Elisabeth Soetebroeck
  - Philippe Papeians (1590-1651) ∞ Jeanne van de Putte (†1652)
    - Philippe Papeians (1614-1674) ∞ Josine-Marie Blancquaert (1616-1661)
      - Jean-Baptiste Papeians (1649-1708) ∞ Marie-Anne Tanghe (1649-1730)
        - Chevalier Jean-Baptiste-Joseph Papeians de Morchoven dit van der Strepen (1677-1754), seigneur d'Eertbrugghe, Schellebelle, Wanzele, etc. ∞ Thérèse-Suzanne van der Zee (1683-1762)
          - Chevalier Jean-Baptiste-Joseph Papeians de Morchoven dit van der Strepen (1706-1771), seigneur d'Eertbrugghe ∞ Jeanne-Livine Le Fevere (1723-1757)
            - Chevalier Jacques-Joseph Papeians de Morchoven dit van der Strepen (1753-1804) ∞ Thérèse-Barbe Piers de Welle (1770-1817)
              - Écuyer Charles-Ghislain Papeians de Morchoven dit van der Strepen (1799-1848), bourgmestre de Serskamp ∞ Victoire de Wilde (1808-1871)
                - Chevalier Louis-François Papeians de Morchoven dit van der Strepen (1842-1920), ∞ Augusta Kervyn (1848-1935)
                  - Chevalier Werner-Albéric Papeians de Morchoven dit van der Strepen (1875-1926), juge ∞ Pauline Morel de Westgaver (1883-1931)
                    - Chevalier Jacques Papeians de Morchoven dit van der Strepen  (1912-1988) ∞ Marthe van Outryve d'Ydewalle (1916-2016)

## Armes

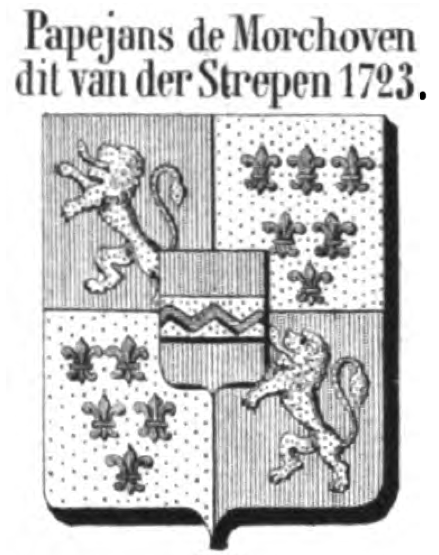
Armes de la famille Papeians de Morchoven dit van der Strepen (1723). États présent de la noblesse belge, 1978.

Écartelé aux 1 et 4 de gueules au lion d’or, couronné d’argent, armé et lampassé de sable, qui est Glavimans ; aux 2 et 3 d'or à six fleurs de lis de gueules, posées 3, 2, 1, qui est de Morchoven dit van der Strepen ; sur le tout de gueules à la fasce d'or, chargée d’une trangle vivrée de trois pièces d’azur, qui est Papeians.

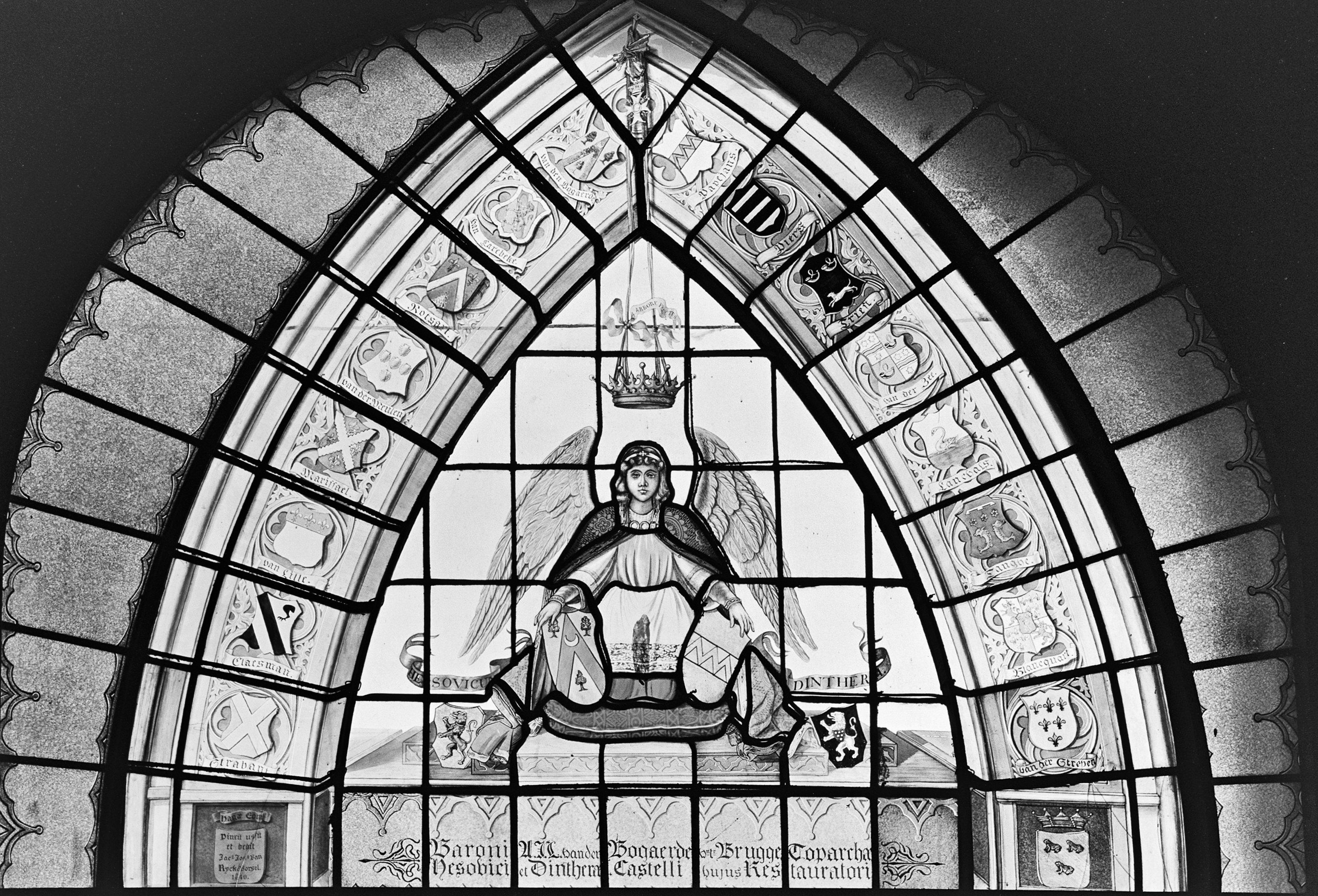
Vitrail du château de Heeswijk, avec au centre et au sommet les armes van den Bogaerde van terbrugge et Papeians de Morchoven dit van der Strepen.

Les armoiries de chacune de ces branches figuraient encore dans la Liste des titres de noblesse, chevalerie, et marques d'honneur, accordées par feue SM l'impératrice-reine Marie-Thérèse, éditée et parue en 1783.

## Noblesse et titres
- Par lettres patentes du 8 août 1718 de l'empereur Charles VI, Philippe-Dominique Papeians, seigneur de Hoetsele et de Puyhen et conseiller au conseil de Flandre, fut anobli avec le titre de chevalier[6] (branche aînée éteinte).

- Par lettres patentes du 25 juin 1717 de l'empereur Charles VI souverain des Pays-Bas autrichiens, les 3 fils de Jean-Baptiste Papeians, auditeur de la chambre des comptes de Bruxelles en 1677 et de Anne-Adrienne Tanghe : Jean-Baptiste, auditeur de la chambre des comptes de Bruxelles, Jacques-François, seigneur de Calsbourg, gardien et commandant du port de Messine au royaume de Sicile (branche éteinte) et Emmanuel-Joseph, haut-échevin du pays de Waes, reçoivent concession de noblesse pour eux et leurs descendances et concession du titre de chevalier sans hérédité[7],[8],[9].

- Par lettres patentes du 19 février 1876 du roi Léopold II, François (1829-1899) (branche aînée éteinte), Louis-François (1842-1920)) et Adolphe-Emile-Ghislain ( (1846-1940)) Papeians de Morchoven dit van der Strepen (frères) reçoivent reconnaissance de noblesse en Belgique[10].
- Titre de chevalier transmissible par ordre de primogéniture en 1921.
- Titre de baron transmissible par ordre de primogéniture en 1930 et 1955[11]

### La légende de l'église de Schellebelle
Une légende associée à l'origine de l'église de Schellebelle apparue sous forme de livre dans la première moitié du XIXe siècle sous le titre : « L'origine du maître-autel de la Kerspelkerk de Schellebelle ». (Kerspelkerk est un mot obsolète pour église paroissiale) raconte les aventures imaginaires d'un chevalier Hugo Papejans De Morchoven qui participa à la quatrième croisade (1202 à 1204) et au retour fut capturé et emprisonné pendant des années par des pirates sarrasins. Il promit à Dieu de construire une église à l'endroit où il reverrait pour la première fois sa bien-aimée Schellebelle. Un soir de Noël, il fut libéré de ses fers par un ange, transporté dans les airs et placé chez lui sur les bords de l'Escaut. Il tint alors sa promesse et construisit une église à l'endroit même où il avait été autorisé pour la première fois à ouvrir les yeux sur la liberté,. 
Cette légende (on ne connait pas la famille Papeians au delà du XVIIe siècle et elle ne posséda la seigneurie d'Ertbrugge qu'à partir de 1759) fait référence à saint Gaugericus (Goorik), qui fut le saint patron de cette église paroissiale jusqu'en 1681 et aurait libéré de nombreux captifs de leurs cachots par la prière.

## Personnalités
- Jean Baptiste Papeians de Morchoven, avocat au Conseil de Flandre, greffier de Wetteren et auditeur de la chambre des comptes de Bruxelles[14]. Il épousa, le 19 décembre 1674 à Gand, Anne-Adrienne Tanghe, née à Gand le 21 juillet 1649[14].
- Jean-Baptiste-Joseph Papeians de Morchoven (Gand, 8 février 1706 - Gand, 2 novembre 1771), seigneur d'Eertbrugghe et Barlestein, Wansele et Schellebelle, Haut-échevin du Pays de Waes en 1732, épousa Jeanne-Livine le Fevere, née à Audenarde; fille de Louis-Ignace le Fevere, châtelain d'Audenarde, et Barbe Odemaer.

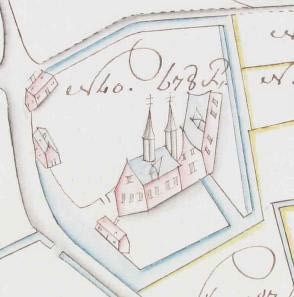
Carte du château de Barelsteyn, 1787.

- Chevalier Théodore François Marie Philippe Papeians de Morchoven (Gand, 1792 - Gand, 1846), d'abord militaire et ensuite botaniste, fut élève à l'école impériale militaire de Saint-Germain. Il fut d'abord sous-lieutenant au 12e régiment des chasseurs à cheval, avant d'être élevé au grade de lieutenant en 1813, et de capitaine d'escadron en 1814[15]. Il prit part, durant sa carrière militaire, aux mémorables campagnes de Russie, de Saxe et de France[16]. Son engagement lors de la bataille de Leipzig lui valut la haute estime et les honneurs de la part du général de Gigny, pour sa bravoure et sa conduite exemplaire[16]. Il quitta le service militaire après la Restauration, pour intégrer la Société royale d'agriculture et de botanique de Gand, dont il devint président[15]. C'est durant cette période que fut nommée, en son honneur, la Cattleya de Papeians[17] ou Cattleya Papeiansiana, parfois également appelée Cattleya Harrisoniana. Ce type d'orchidée fut identifiée par le naturaliste belge Charles Morren.
- Edouard Papeians de Morchoven dit van der Strepen, frère jumeau de Théodore, officier de cavalerie au sein de la Grande Armée et mort durant la campagne d'Allemagne, le 11 juin 1813[18].Cattleya Papeiansiana. Annales de la Société royale d'agriculture et de botanique de Gand: journal d'horticulture et des sciences accessoires, 1845.

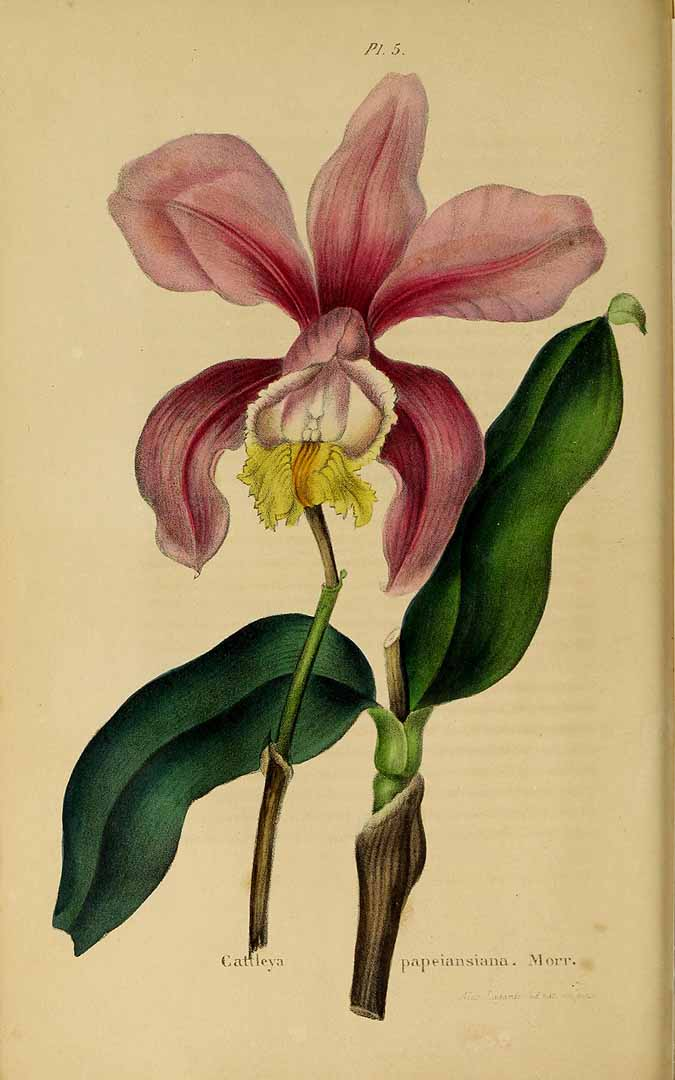
Cattleya Papeiansiana. Annales de la Société royale d'agriculture et de botanique de Gand: journal d'horticulture et des sciences accessoires, 1845.

- Louis-Marie-Ghislain Papeians de Morchoven dit van der Strepen (Gand, 9 mars 1801 - Gand, 27 mars 1863), épousa Adèle Damiens (1799-1859) le 5 juin 1833. Il fut lieutenant-colonel de cavalerie de l'armée belge, combattant durant la révolution de 1830 et mécène de Gustave Courbet[19].
- François Papeians de Morchoven dit van der Strepen ( Schellebelle, 3 décembre 1829 - Lokeren, 18 mars 1899 ) est reconnu dans la noblesse héréditaire en 1876. Il épouse Marie-Stéphanie Debbaudt (1839-1863) à Kalken en 1861. Le couple a eu deux filles et la branche familiale s'est éteinte.
- Louis François Papeians de Morchoven dit van der Strepen (Schellebelle, 10 janvier 1842 - Bruges, 9 juillet 1920), lieutenant-colonel, lieutenant-commandant à Liège, fut reconnu dans la noblesse héréditaire en 1876. Il épouse Augusta Kervyn (1848-1935) à Bruges en 1873. Le couple avait cinq enfants.
- Werner Papeians de Morchoven (1875-1926), juge des enfants au tribunal de première instance de Bruges, membre de la noble confrérie du Saint-Sang, obtient le titre de chevalier en 1921, transmissible sur primogéniture. Il épouse Paule Morel de Westgaver (1883-1931) à Bruges en 1910. Ils ont eu neuf enfants. Avec des descendants à ce jour.
- Adolphe Emile Ghislain Papeians de Morchoven dit van der Strepen (Schellebelle, 20 août 1846 - Bruxelles, 15 février 1940) est reconnu dans la noblesse héréditaire en 1876. En 1930, il obtient le titre de baron par le roi Albert Ier, transmissible sur primogéniture. Il épousa Marie Alves Machado de Andrade de Carvalho (1850-1943) en 1877. Ils ont eu trois enfants, avec des descendants à ce jour.
- Charles (Carlos) Papeians de Morchoven dit van der Strepen (1878-1966), épousa en 1912 Joachine Vieira Monteiro (1888-1969) à Paris, fille du chevalier Francisco Vieira Monteiro, ministre plénipotentiaire du Brésil et chambellan de l'empereur Pedro II. Il devient envoyé extraordinaire et ministre plénipotentiaire, grand maréchal et maître de cérémonie à la cour royale de Belgique.
- Jean Papeians de Morchoven dit van der Strepen (Lisbonne, 1913 - Bruxelles, 1983), ambassadeur du royaume de Belgique et ministre plénipotentiaire, représentant permanent du royaume de Belgique auprès de l'OTAN, chef de délégation du royaume de Belgique auprès de l'UNESCO, marié en 1960 à Geneviève Poret (1926-2006), marquise de Civille.
- Charles Papeians de Morchoven dit van der Strepen (1914-1995), épousa Colette van Praet d'Amerloo (1922-1996) à Bruxelles en 1946. Il devient président de l'Association de la noblesse du royaume de Belgique. Il reçut le titre de baron en 1955, transmissible sur primogéniture.
- Pierre Papeians de Morchoven (1914-2008) est devenu bénédictin à l'abbaye de Zevenkerke sous le nom de Werner, missionnaire en Chine, cofondateur de l'abbaye de Valyermo (Californie), peintre.
- André Papeians de Morchoven dit van der Strepen (Belgique, 1916- France, 2005), colonel d'aviation, représentant du royaume de Belgique à l'OTAN, commandeur de l'ordre de Léopold, commandeur de l'ordre équestre du Saint-Sépulcre, récipiendaire de la croix de guerre belge et de la croix de guerre française pour faits d'armes durant la Seconde Guerre mondiale.
- François Papeians de Morchoven (1924-2008) est devenu bénédictin à l'abbaye de Zevenkerke sous le nom de Christian. Il était l'archiviste et l'historiographe de l'abbaye.
- Elisabeth Papeians de Morchoven dit van der Strepen (Rome, 1916 - Bruxelles, 2003), mariée en 1942 avec Gabriel de Meester de Betzenbroeck.
- Arnould Papeians de Morchoven dit van der Strepen (1947 - 2023), marié en 1984 à la comtesse Elisabeth d'Aspremont Lynden (°1958), fille de Gobert d'Aspremont Lynden. Il devient administrateur de la Banque Degroof avec un doctorat en droit. Il devient membre de l'ordre souverain de Malte, trésorier, chancelier puis président de l'association belge des membres de l'ordre de Malte.

## Alliances
Les principales alliances de la famille Papeians de Morchoven dit van der Strepen sont : Soetebroeck, van de Putte (1608), Sonius (1641), Blancquaert, Tanghe (1649), van der Bruggen, Valcke (1701), de Brune (1745), de Heems (1772), Flocquet, Goethals, van der Zee (1701), de Locquenghien, Fravendienst, le Fevere,  van den Hecke (1772), de Fiquelmont (1780),  Piers (1791), de Keerle (1821), de Guaita (1820/1825), van den Bogaerde (1821), Damiens (1833), de Richterich (1762), Huens, o'Donnoghue de Glansfleke (1750), de Heere (1782), Baut de Rasmon (1780), Wirix de Kessel, du Quesne, de Lausnay, de Carvalho (1877), de Wilde, Kervyn, Morel de Westgaver.